# Voivodato de Serbia y Banato de Tamis
El Voivodato de Serbia y Banato de Tamis o Voivodato serbio y Banato de Tamis fue una provincia (ducado) del Imperio austríaco que existió entre 1849 y 1860.
Era un territorio de la corona separado formado por dos antiguas provincias: Voivodina serbia y Banato de Tamis. Su antiguo territorio está ahora dividido entre Serbia, Rumania y Hungría. El Voivodato dio su nombre a la actual Provincia Autónoma de Voivodina en Serbia.

## Nombres
En alemán, el Voivodato era conocido como Woiwodschaft Serbien und Temescher Banat o Die serbische Wojwodschaft und das temeser Banat, en serbio como Војводство Србија и Тамишки Банат / Vojvodstvo Srbija i Tamiški Banat o Српска Војводовина и Тамишки Банат / Srpska Vojvodovina i Tamiški Banat, en húngaro como Szerb Vajdaság és Temesi Bánság, y en rumano como Voivodina Sârbeascǎ şi Banatul Timişoarei.
En varias fuentes (tanto serbias como alemanas) surgen las dos variantes del nombre del voivodato, una como Voivodato de Serbia y del Banato de Tamis y la otra como Voivodato serbio y Banato de Tamis.

## Historia

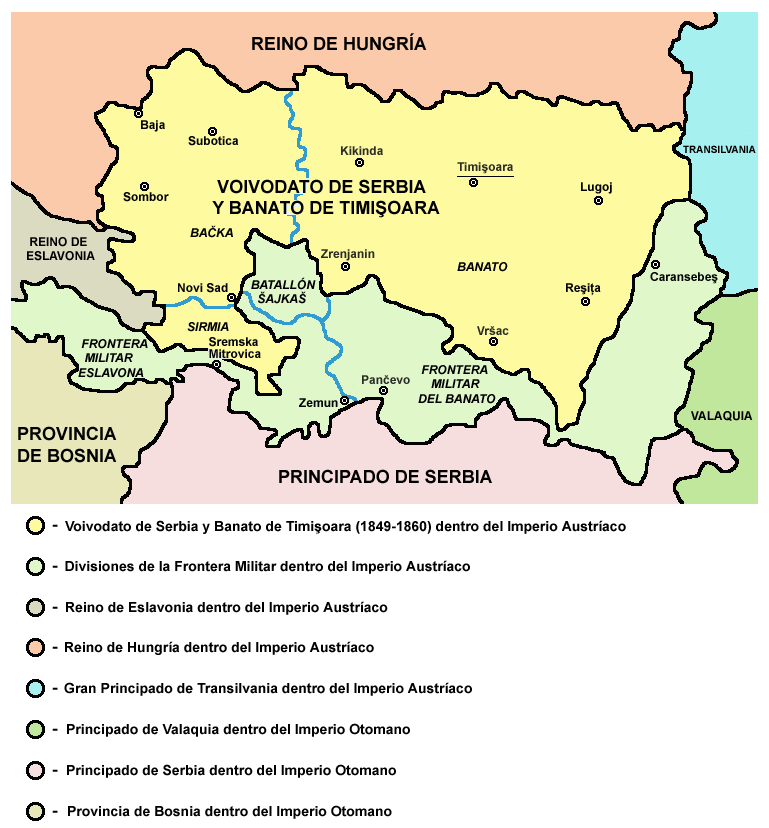
Mapa del Voivodato.

El Voivodato fue formado por decisión del emperador austríaco en noviembre de 1849, después de las Revoluciones de 1848/1849. Fue formado de acuerdo con los privilegios dados a los serbios por el emperador Habsburgo en 1691, reconociendo el derecho de los serbios a una autonomía territorial dentro de la Monarquía de los Habsburgo.
Consistía de las regiones del Banato, Bačka y los municipios al norte de Syrmia de Ilok y Ruma. Un gobernador austríaco con sede en Tamis (Timisoara) gobernaba el área, y el título de voivoda pertenecía al propio emperador. El título completo del emperador era "Gran Voivoda del Voivodato de Serbia" (en alemán: Großwoiwode der Woiwodschaft Serbien). Incluso después de la abolición del Voivodato, el emperador retuvo este título hasta el final de la Monarquía Austrohúngara en 1918.
En 1860, el Voivodato de Serbia y Banato de Tamis fue abolido y la mayoría de su territorio (Banato y Bačka) fue incorporado en el reino de Hungría de los Habsburgo, aunque el gobierno directo húngaro no empezó hasta 1867, tras el Compromiso Austrohúngaro, cuando el reino de Hungría ganó autonomía dentro de la nueva monarquía dual Austro-Húngara. A diferencia del Banato y Bačka, en 1860 Syrmia fue incorporada al reino de Eslavonia, otro territorio separado de la corona. El reino de Eslavonia, subsecuentemente, se unió al reino de Croacia para formar el nuevo reino de Croacia-Eslavonia, que hizo un pacto con el reino de Hungría en 1867, convirtiéndose así en una parte autogobernada del reino de Hungría dentro del Imperio austrohúngaro

## Lenguas
Las dos lenguas oficiales del Voivodato eran el alemán y el ilirio, el que después pasaría a ser el serbo-croata.

## Grupo étnicos
El Voivodato era étnicamente muy diverso, con partes meridionales de Syrmia, Banato y Bačka con asentamientos compactos serbios no incluido en él; mientras el Banato oriental, con mayoría rumano, sí estaba incluido en él.

### 1846
De acuerdo con el censo de 1846, el territorio que en 1849 formaba el voivodato incluía:
- Valacos (Rumanos) = 417.000
- Serbios = 402.000
- Alemanes = 352.000
- Húngaros = 233.000
- Eslovacos = 27.000
- Búlgaros = 24.000
- Judíos = 16.000
- Romaníes = 12.000
- Rusinos = 7.000
- Croatas = 3.000
- Griegos = 3.000

### 1850/51
De acuerdo con el censo de 1850/51, la composición étnica del Voivodato era la siguiente:
- Rumanos = 347.459
- Alemanes = 335.080
- Serbios = 321.110 (*)
- Húngaros = 221.845
- Bunjevci y Šokci = 62.936 (*)
- Rusinos = 39.914
- Eslovacos = 25.607
- Búlgaros = 22.780
- Judíos = 15.507
- Rumaníes = 11.440
- Checos = 7.530
- Croatas = 2.860 (*)
- Griegos y aromunes = 2.820

(*) El número total de "ilirios eslavos" (Serbios, Bunjevci, Šokci, u Croatas) era de 386.906.
De acuerdo con otra fuente, en 1850/1851, la población del Voivodato ascendía a 1.426.221 habitantes, incluyendo:
- 397.459 (27.87%) Rumanos
- 335.080 (23.49%) Alemanes
- 321.110 (22.52%) Serbios
- 221.845 (15.56%) Húngaros
- otros.

### 1860
En 1860, la población del voivodato ascendía a 1.525.523 habitantes, incluyendo:
- 432.523 Serbios
- 414.490 Rumanos
- 396.156 Alemanes
- 256.164 Húngaros

## Religión

### 1851
En 1851, la población del voivodato ascendía a 1.426.221 habitantes, incluyendo:
- Cristianos ortodoxos = 694.029 (48,66%)
- Cristianos católicos:
  - Católicos latinos = 624.839 (43,81%)
  - Griegos católicos y católicos armenios = 12.756 (0,89%)
- Evangélicos-Luteranos = 51.724 (3,63%)
- Evangélicos-Reformistas = 26.621 (1,87%)
- Judíos = 16.252 (1,14%)

### 1857
En 1857, la población del voivodato ascendía a 1.526.105 habitantes, incluyendo:
- Cristianos católicos:
  - Católicos latinos= 698.189 (45,75%)
  - Griegos católicos y católicos armenios = 26.244 (1,72%)
- Cristianos ortodoxos = 691.828 (45,33%)
- Evangélicos-Luteranos = 56.871 (3,73%)
- Evangélicos-Reformistas = 29.281 (1,92%)
- Judíos = 23.203 (1,52%)
- otros = 489 (0.03%)

## Divisiones administrativas
En un principio, el Voivodato fue dividido en dos distritos:
1. Bačka-Torontal
2. Timişoara-Caraş

Más tarde, fue dividido en cinco distritos:
1. Lugoj (En 1850, la población del distrito ascendía a 229.363 habitantes, incluyendo: 197.363 rumanos, 21.179 alemanes, 8.305 Búlgaros, 1.505 Húngaros, 612 Serbios, etc.)
2. Timişoara (En 1850, la población del distrito ascendía a 316.565 habitantes, incluyendo: 159.292 rumanos, 101.339 alemanes, 34.263 serbios, 12.412 húngaros, 3.664 búlgaros, 2.307 Šokci, 1.650 eslovacos, etc.)
3. Torontal (En 1850, la población del distrito ascendía a 388.704 habitantes, incluyendo: 126.730 alemanes, 124.111 serbios, 60.781 húngaros, 58.292 rumanos, 11.045 búlgaros, 3.752 croatas, 2.562 eslovacos, 1.421 judíos, etc.)
4. Novi Sad (En 1850, la población del distrito ascendía a 236.943 habitantes, incluyendo: 100.382 serbios, 45.936 alemanes, 30.450 húngaros, 20.683 eslovacos, 13.665 Šokci, 2.098 judíos, etc.)
5. Sombor

## Gobernantes

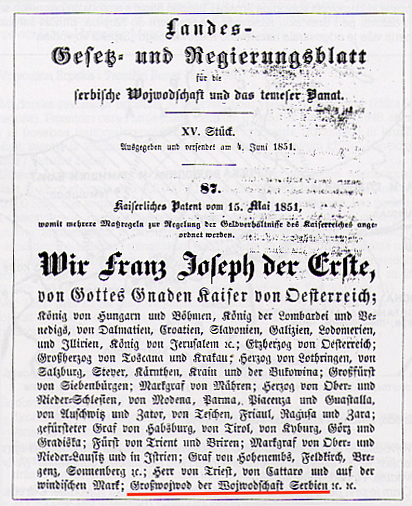
Títulos del emperador de los Habsburgo en un documento histórico de 1851: entre otros títulos, el emperador Francisco José I era también Gran Voivoda del Voivodato de Serbia (alemán: Grosswojwod der Wojwodshaft Serbien).

Gran Voivoda: 
- Francisco José I (1849-1916).
- Carlos I (1916-1918).

Nota: el voivodato fue abolido en 1860, pero el emperador Francisco José retuvo el título de voivoda hasta su muerte en 1916, y el título fue heredado por el último emperador Habsburgo Carlos I.

### Gobernadores
- Ferdinand Mayerhofer, gobernador (1849-1851).
- Johann Coronini-Cronberg, gobernador (1851-1859).
- Josip Šokčević, gobernador (1859-1860).
- Karl Bigot de Saint-Quentin, gobernador (1860).